# دراجولا جارنفيتش
دراجولا جارنفيتش (بالكرواتية: Dragojla Jarnević)‏ ‏ (1813-1875) هيَ شاعرة وَمعلمة كرواتية، وهي عضو في الحركة الإلييرية، حيثُ أصبحت أشهر من كَتب في قضايا حُقوق المرأة، كما أنها مَعروفة بتسلقها للجبال والصُخور، وخصوصاً صُخور قرية أوكيتش.
وُلدت دارجولا في عام 1813 في مدينة كارلوفاتش، وتوفيت فيها عام 1875.